# Edgar Henckel-Gaschin von Donnersmarck
Edgar Henckel-Gaschin von Donnersmarck, właściwie Edgar Hugo Łazarz Maria Henckel-Gaschin von Donnersmarck (ur. 17 lipca 1859 w Siemianowicach, zm. 14 maja 1939 w Krowiarkach) – hrabia, śląski magnat, hrabia von Henckel-Gaschin od 25 listopada 1911, 14. wolny pan stanowy Bytomia od 19 grudnia 1916 roku, dziedziczny członek pruskiej Izby Panów, Kawaler Honoru i Dewocji Zakonu Maltańskiego.

## Życiorys
Urodził się 17 lipca 1859 w Siemianowicach jako syn Hugona II i Wandy von Gaschin. Do 1870 przebywał w rodzinnym pałacu w Siemianowicach. Uczył się w Dreźnie, Żaganiu i gimnazjum w Paczkowie, a studiował na uniwersytecie w Bonn. Następnie przybywał we Włoszech, po czym wstąpił do armii, gdzie służył w 6 Pułku Huzarów, który stacjonował w Prudniku. Dalszą służbę w wojsku uniemożliwił mu upadek z konia. Podczas służby został odznaczony medalem za zasługi w ratowaniu ludzi.
23 października 1894 we Lwowie poślubił księżniczkę Karolinę zu Windisch-Grätz. 2 kwietnia 1908 odziedziczył po ojcu Brynek i Siemianowice, a także został współpanem fideikomisu bytomskiego oraz dóbr Wolfsberg oraz użytkownikiem fideikomisu Krowiarki. 30 sierpnia 1908 po śmierci matki stał się panem fideikomisu Krowiarki. Natomiast od 25 października 1911 każdy pan fideikomisu Krowiarki używał tytułu hrabia Henckel-Gaschin von Donnersmarck z nadania w Donaueschingen przez króla pruskiego i cesarza Wilhelma II. Edgar od tej chwili nosił tytuł 1. hrabiego Henckel-Gaschin von Donnersmarck. Potomstwo Edgara (z wyjątkiem syna Hansa) używało tytułu hrabia Henckel von Donnersmarck.
Podczas I wojny światowej działał w Maltańskim Czerwonym Krzyżu, gdzie organizował transport rannych, za co dostał order „Patriae ac Humanitati” I klasy. 19 grudnia 1916 po śmierci Guidona von Donnersmarck został 14. wolnym panem stanowym Bytomia. W latach 1921–1936 został prezesem spółki rodzinnej „The Henckel von Donnersmarck-Beuthen Estates Limited”. Zmarł 14 maja 1939 w Krowiarkach, gdzie został pochowany wraz z żoną na przykościelnym cmentarzu.

## Rodzina
Z małżeństwa Edgara i Karoliny pochodziło sześcioro dzieci. Jego dziećmi byli:
- Karol Maria Hugo Amand Alfred Emil Łazarz (ur. 23 sierpnia 1895 w Kietrzu, zm. 26 stycznia 1940 w Hamm) – poślubił 28 października 1919 hrabiankę Marię Alicję Henckel von Donnersmarck;
- Ludwik Maria Hugo Łazarz (ur. 27 września 1896 w Saros-Patak, zm. 16 sierpnia 1918 w Laon) – kawaler;
- Franciszka Ksawera Maria Sara Ludwika Wanda Paulina Eleonora Antonina (ur. 30 września 1898 w Kietrzu, zm. 31 października 1985 w Hemau) – niezamężna;
- Hans Maria Łazarz Amand Antonii (ur. 23 grudnia 1899 w Kietrzu, zm. 15 czerwca 1993 w São Paulo) – poślubił 21 stycznia 1939 Annę Zofię von Ceising;
- Maria Waleria Wanda Laura Franciszka Paulina Eleonora Antonina (ur. 22 sierpnia 1905 w Kietrzu, zm. 1986 w São Paulo) – poślubiła 23 lipca 1925 w Krowiarkach hrabiego Aurela Dessewffy de Csernek et Tárkö;
- Małgorzata (ur. 4 października 1908 w Kietrzu, zm. 3 stycznia 1929 w Brynku) – niezamężna.

## Genealogia
| Pradziadkowie                                              | hrabia Karol Henckel von Donnersmarck (1784-1813) ∞1810 hrabina Eugenia Wengersky von Ungarschütz (1790-1858) | hrabia Karol Henckel von Donnersmarck (1784-1813) ∞1810 hrabina Eugenia Wengersky von Ungarschütz (1790-1858) | ?? ∞ ??                                                                                           | ?? ∞ ??                                                                                           | hrabia Leopold Armand von Gaschin (1790-1848) ∞ hrabina Ernestyna Strachwitz von Gross-Zauche (1790-1836) | hrabia Leopold Armand von Gaschin (1790-1848) ∞ hrabina Ernestyna Strachwitz von Gross-Zauche (1790-1836) | margrabia Jan Stanisław Sumiński (1786-1839) ∞ Julia Józefa z Dąmbskich (1792-1863)               | margrabia Jan Stanisław Sumiński (1786-1839) ∞ Julia Józefa z Dąmbskich (1792-1863)               |
| Dziadkowie                                                 | hrabia Hugo I Henckel von Donnersmarck (1811-1890) ∞1830 hrabina Laura von Hardenberg (1792-1847)             | hrabia Hugo I Henckel von Donnersmarck (1811-1890) ∞1830 hrabina Laura von Hardenberg (1792-1847)             | hrabia Hugo I Henckel von Donnersmarck (1811-1890) ∞1830 hrabina Laura von Hardenberg (1792-1847) | hrabia Hugo I Henckel von Donnersmarck (1811-1890) ∞1830 hrabina Laura von Hardenberg (1792-1847) | hrabia Amand von Gaschin (1815–1866) ∞1837 Franciszka Nimfa von Gaschin-Rosenberg (1817-1879)             | hrabia Amand von Gaschin (1815–1866) ∞1837 Franciszka Nimfa von Gaschin-Rosenberg (1817-1879)             | hrabia Amand von Gaschin (1815–1866) ∞1837 Franciszka Nimfa von Gaschin-Rosenberg (1817-1879)     | hrabia Amand von Gaschin (1815–1866) ∞1837 Franciszka Nimfa von Gaschin-Rosenberg (1817-1879)     |
| Rodzice                                                    | hrabia Hugo II Henckel von Donnersmarck (1832-1908) ∞1856 hrabianka Wanda von Gaschin (1837–1908)             | hrabia Hugo II Henckel von Donnersmarck (1832-1908) ∞1856 hrabianka Wanda von Gaschin (1837–1908)             | hrabia Hugo II Henckel von Donnersmarck (1832-1908) ∞1856 hrabianka Wanda von Gaschin (1837–1908) | hrabia Hugo II Henckel von Donnersmarck (1832-1908) ∞1856 hrabianka Wanda von Gaschin (1837–1908) | hrabia Hugo II Henckel von Donnersmarck (1832-1908) ∞1856 hrabianka Wanda von Gaschin (1837–1908)         | hrabia Hugo II Henckel von Donnersmarck (1832-1908) ∞1856 hrabianka Wanda von Gaschin (1837–1908)         | hrabia Hugo II Henckel von Donnersmarck (1832-1908) ∞1856 hrabianka Wanda von Gaschin (1837–1908) | hrabia Hugo II Henckel von Donnersmarck (1832-1908) ∞1856 hrabianka Wanda von Gaschin (1837–1908) |
| Edgar (1859-1939), hrabia Henckel-Gaschin von Donnersmarck | | |                                                                                                   |                                                                                                   | | |                                                                                                   |                                                                                                   |